# Chrysolina grancanariensis
Chrysolina grancanariensis es un insecto coleóptero de la familia Chrysomelidae.
Fue descrita científicamente en 1953 por Lindberg.